# Teya
Teodora Špirić (în sârbă Теодора Шпирић; n. 12 aprilie 2000, Viena, Austria), cunoscută profesional sub numele de Teya (stilizat cu majuscule) și anterior sub numele de Thea Devy, este o cântăreață și compozitoare austriacă de origine sârbă.  Ea a reprezentat Austria la Concursul Muzical Eurovision 2023 alături de Salena cu piesa „Who the Hell Is Edgar?”, terminând pe locul 15 în marea finală.  Ulterior, ea a co-scris piesa câștigătoare a concursului Eurovision 2025 pentru Austria, „Wasted Love”, interpretată de JJ.